# Джон Коулман
Джон Коулман (на английски: John Coleman); роден на 5 април 1935 г. е английски публицист, по собствени думи — бивш сътрудник на британските спецслужби. Автор на 11 книги (2008 год), включително книгата „Комитетът 300. Йерархия на конспирацията“ (The Committee of 300, 1992 г.).
От 1969 г. живее в САЩ. През 1969—1970 г. публикува серия монографии и магнетофонни записи.

## Публицистична дейност
Според самия Джон Коулман в продължение на 30 години той изучава дейността на различни световни олигархични общности, проучва и оповестява публично задкулисните дейности на английската родова аристокрация и нейните съюзници в САЩ. В своите изследвания Коулман обръща значително внимание на Римския клуб, Института за човешки отношения Тависток (Великобритания), династията Ротшилд и други влиятелни международни структури и организации.
В своята книга „Комитетът на 300. Тайните на световното управление“ Коулман твърди, че в света има мощна тайна организация, в която влизат елитите на Великобритания, САЩ и някои други държави, обединени от обща цел - желанието да установят своето световно господство. Според Коулман, плановете на тези хора, които не рекламират своята дейност, включват радикално намаляване на световното население до един милиард души.
Според публициста, който е изложен в книгата „Комитет 300“, марксисткият философ и музиколог Теодор Адорно е автор на музиката и песните на „Бийтълс“.

## Книги
- The Committee of 300 (Комитетът 300. Йерархия на конспирацията)
- We Fight For Oil: A History of U.S. Petroleum Wars
- One World Order: Socialist Dictatorship
- The Rothschild Dynasty
- The Tavistock Institute Of Human Relations: Shaping the Moral, Spiritual, Cultural, Political, and Economic Decline of The United States of America
- Diplomacy By Deception
- Beyond the Conspiracy. Unmasking the Invisible World Government, the Committee of 300
- What You Should Know About the United States Constitution and the Bill of Rights
- The Club of Rome
- Illuminati In America 1776—2008
- Nuclear Power: Anathema to the New World Order